# Nāveh Fereh
Nāveh Fereh (persiska: ناوه فره) är en ort i Iran.   Den ligger i provinsen Kermanshah, i den västra delen av landet, 500 km väster om huvudstaden Teheran. Nāveh Fereh ligger 611 meter över havet och antalet invånare är 261.
Terrängen runt Nāveh Fereh är varierad.Runt Nāveh Fereh är det ganska tätbefolkat, med 155 invånare per kvadratkilometer. Närmaste större samhälle är Sarpol-e Z̄ahāb, 5,7 km sydväst om Nāveh Fereh. Trakten runt Nāveh Fereh består till största delen av jordbruksmark.